# Štítina
Štítina är en ort i Tjeckien. Den ligger i den östra delen av landet, 260 km öster om huvudstaden Prag. Štítina ligger 238 meter över havet och antalet invånare är 1 173.
Terrängen runt Štítina är huvudsakligen platt, men åt sydväst är den kuperad. Runt Štítina är det ganska tätbefolkat, med 124 invånare per kvadratkilometer. Närmaste större samhälle är Opava, 8,3 km väster om Štítina. I omgivningarna runt Štítina växer i huvudsak blandskog.